# پرونوس مکزیکی
پرونوس مکزیکی (نام علمی: Prunus mexicana) نام یک گونه از سرده پرونوس است.